# Domenico Orsini d'Aragona
Domenico Orsini d’Aragona, né le 5 juin 1719 à Naples, alors capitale du royaume de Naples, et mort le 10 janvier 1789 à Rome, est un cardinal italien du XVIIIe siècle.

## Biographie
Domenico Orsini est ambassadeur de la reine consort de Naples auprès du Saint-Siège.
Le pape Benoît XIV le crée cardinal lors du consistoire du 9 septembre 1743.
Il participe au conclave de 1758 lors duquel Clément XIII est élu pape et à ceux de 1769 (élection de Clément XIV) et de 1774-1775 (élection de Pie VI).
Il meurt le 10 janvier 1789 après un cardinalat de 45 ans et 123 jours, de septembre 1743 à janvier 1789, ce qui en fait un des plus longs de l'histoire.
Domenico Orsini d’Aragona est un neveu du pape Benoît XIII.
La famille Orsini compte par ailleurs deux papes et plusieurs cardinaux :
Célestin III  (1191-1198), Nicolas III  (1277-1280), Matteo Orsini (1262), Latino Malabranca Orsini(1278), Giordano Orsini (1278), Napoléon Orsini (1288), Francesco Napoleone Orsini (1295), Giovanni Gaetano Orsini (1316), Matteo Orsini (1327), Rinaldo Orsini (1350), Giacomo Orsini (1371), Poncello Orsini (1378),  Tommaso Orsini (1382/85), Giordano Orsini (1405), Latino Orsini (1448), Cosma Orsini (1480), Giovanni Battista Orsini (1483), Franciotto Orsini (1517), Flavio Orsini (1565), Alessandro Orsini (1615) et Virginio Orsini (1641).